# 尼島小鴨嘴蛤
尼島小鴨嘴蛤（學名：Anatinella nicobarica）是雙殼綱簾蛤目馬珂蛤總科水鴨蛤科小鴨嘴蛤屬之下的一個物種。根據WoRMS，本物種亦是本屬的唯一物種，其他同屬物種均被認為是本物種的同種異名。
本物種的種小名來自印度南部位於安達曼海的尼科巴群岛。

## 分佈
本物種分佈於台灣西部的潮間帶上部與下部的砂泥底。